# 喜多直毅
喜多 直毅（きた なおき、1972年2月18日 - ）は、日本のヴァイオリニスト・作曲家。岩手県盛岡市出身。岩手県立盛岡北高等学校、国立音楽大学器楽科卒業。

## 経歴
8歳よりヴァイオリンを浅田秀子、中村泉（国立音楽大学名誉教授）に師事。国立音楽大学にて諏訪晶子（国立音楽大学教授）に師事。大学在学中よりヴァイオリニストの志賀清、バンドネオン奏者の池田光夫、京谷弘司のタンゴオルケスタにて演奏。
大学卒業後、イギリスに3年間留学。リヴァプール・インスティテュート・フォー・パフォーミング・アーツにて作編曲をイアン・ガーディナーに師事、ジャズ理論をアーサー・バーンスタインに師事。卒業作品の「The Sunspot」はロイヤル・リヴァプール・フィルハーモニー管弦楽団メンバーによる室内楽団“Ensemble10:10”が初演を行なっている。
1999年7月よりブエノスアイレスに4ヶ月間滞在。アストル・ピアソラ五重奏団のヴァイオリニスト、フェルナンド・スアレス・パス（ドイツ語版 / スペイン語版）にタンゴ奏法を師事。
帰国後、2000年5月より自身のリーダーバンド「Tangophobics（タンゴフォビクス）」の活動を開始し（w/vc:阪田宏彰, gt:竹内永和, pf:飯田俊明, cb:田中伸司）、2002年にCD『Tangophobia』をリリース。京谷弘司（バンドネオン）小松亮太（バンドネオン）のコンサートやレコーディングに参加。2005年2月から3月にかけて、小松亮太&オルケスタ・ティピカが国際交流基金の派遣事業としてペルー、パラグアイ、アルゼンチン、ブラジルで行った南米4カ国ツアーに参加。
2003年より鬼怒無月のリーダーバンド「Salle Gaveau（サルガヴォ）」に参加（w/acc:佐藤芳明, pf:林正樹, bs:鳥越啓介）。タンゴに即興演奏やトリッキーなリズムを導入し、新しいサウンドの世界を築いたこのグループは、国内はもとより、海外でも好評を博した。2007年4月、フランスで行われた「Rock In Opposition Festival」（英語版）に出演。ZAO（英語版）のステージにもゲスト参加した。2008年3月、シンガポールで行われた「Mosaic Music Festival」（英語版）に出演。同年9月にはパリ日本文化会館（フランス語版）で行われた国際交流基金主催による「Jazz in Japan 2008」に出演。同バンドは、2008年と2010年に2度の欧州ツアーを行い、ドイツ、オランダ、フランス、オーストリア、イタリアで公演を行った。Salle Gaveauはこれまでに三作品アルバムをリリースしている。
2017年6月、田中信正（pf）と共に録音した『Contigo en La Distancia ~遠く離れていても~』がリリースされ、7月に東京、8月に名古屋でリリース記念コンサートを行う。アントニオ・カルロス・ジョビンやピアソラ作品他、南米音楽やファドを収録。サウンドエンジニアの沢口真生録音・ミックスによる本作品は第24回プロ音楽録音賞・最優秀賞を受賞した。
2018年3月、久田舜一郎（小鼓・声）、大島輝久（謡）、角正之（dance）を招き、能楽『葵上』公演を主催。（初演：2016年9月　出演：久田舜一郎（小鼓・声）、寺澤幸祐（謡）、喜多直毅（vln）、主催：『西宮発・今、伝統芸能』実行委員会／共催：白鷹禄水苑）
“単なる和楽器と洋楽器のコラボレーションを超絶した新たな時空の出現”、“挑発と忍耐のせめぎ合いが惹起した奇跡的な大いなる錯覚、幻視を与えてくれた催し”と評され、多くの人の印象に残る公演となった。
同年11月、ドイツよりSebastian Gramss（cb）、Halard Kimmig（vln）を招聘。前年の渡独の際に結成された齋藤徹（cb）、喜多、Kimmig、Gramssの即興演奏ユニット「OFF/STRING」として東京・ドイツ文化会館での公演をはじめ関東・関西でツアーを行い、各地でワークショップや多彩なゲストとの共演で好評を博す。（齋藤は今回の公演には不参加）
その他ソロによる即興演奏、常味裕司（oud）をリーダーとするアラブ楽団“ファルハ”への参加、松本泰子（vo）をリーダーとするグループ“ウタウタ”への参加とソングライティング、翠川敬基（vc）・さがゆき（vo）とのユニット“ファドも計画”への参加、松永裕平（pf）北村聡（bn）とのタンゴトリオ、フラメンコ舞踏家の森田志保公演への参加、元井美智子（箏）、マクイーン時田深山（箏）など邦楽器奏者との即興演奏共演、青木裕子（髙樹のぶ子作品）、森都のり（宮沢賢治作品ほか）、長浜奈津子（永井荷風、オスカー・ワイルド作品ほか）との朗読作品コラボレーション等、特定のジャンルにカテゴライズされない音楽活動を続けている。
※黒田京子（pf）、翠川敬基（vc）、齋藤徹（cb）との演奏活動、“喜多直毅クアルテット”の結成についてはそれぞれ別記とした。

### 黒田京子とのデュオ
2003年より黒田京子（pf）とデュオの演奏を重ね、2008年にアルバム『空に吸はれし心』を制作。お互いのオリジナル作品と既存の楽曲を持ち寄って録音したこのアルバムは、タイトルの通り喜多の敬愛する石川啄木（喜多と同郷）の世界観を軸としている（2015年7月18日、岩手県盛岡市の“もりおか啄木・賢治青春館”に於いて啄木へのオマージュとして演奏会が行われた）。2010年からはコンサートシリーズ“軋む音”を開始。これは、毎回異なる人物や事件、作品等にスポットを当て、その根底に漂う“声なき声”・“言葉なき言葉”を音楽で表現しようとする試みである。これまでにテーマとして“永山則夫”、“アウシュビッツ”、“石田徹也”などが選ばれている。
2014年にアルバム『愛の讃歌〜Hymne à l’amour〜』を発表。シャンソン、映画音楽、昭和歌謡等、比較的よく知られた楽曲にドラマティックなアレンジを施して演奏している。このアルバムの発売後、これまでに北海道、東北、西日本、九州へのツアーを行っている。
2018年7月、「ジャズ・ワールドビート2018」~ジャズで繋がる、世界が広がる~では小ホールでの公演「アフタヌーン・サロン・ジャズ」に喜多直毅&黒田京子デュオとして出演。大ホールでの公演にも浜田真理子のゲストとして出演した。

### 翠川敬基・“緑化計画”への参加
主にフリージャズのフィールドで長年に渡って活動を続けて来た翠川敬基（vc）のグループ“緑化計画“（w/bs:早川岳晴, dr:石塚俊明）に参加し、老舗“アケタの店”でライヴ録音されたCD“bisque”にも加わる。緑化計画の他にも翠川とは頻繁に演奏を重ね、第二期・黒田京子トリオへの参加へと結びついた。このグループでは黒田や翠川の作品の他、富樫雅彦（ds・perc）の楽曲をレパートリーとした（第一期黒田京子トリオのヴァイオリンは太田恵資が担当）。
現在翠川とは前出「ファドも計画」の他にシュトックハウゼン、翠川、冨樫作品を中心に即興演奏デュオライヴなどを定期的に行っている。

### 齋藤徹との演奏活動
2009年、黒田京子の紹介による齋藤徹（cb）との出会いは、喜多にとって演奏家としての大きな転機となった。
齋藤は喜多とデュオでの即興演奏を多数行う他、Barre Phillips（cb）、Michel Doneda（sax）、Le Quan Ninh（perc）、Jean Laurent Sasportes（dance）等、ヨーロッパで活動する即興演奏家や舞踏家とのセッションの機会を提供。彼らからも大きな刺激を受け、喜多はさらに即興演奏の道を深く進むこととなる。
齋藤とのデュオによる即興演奏はライヴCD『明〜Mei〜』（2014年8月）、ゲストとしてXavier Charles（clarinet）、Roger Turner（percussion）、中谷達也（percussion）、沢井一恵（五弦琴）、久田舜一郎（小鼓＆声）、今井和雄（guitar）が参加したライヴCD『Six trios improvisations with Tetsu & Naoki』（2016年3月）等がリリースされている。その他にも様々なアルバムで共演をしている。
（”主な作品”参照）
［その他齋藤との主な共演（国内）］
2013年8月：
- 齋藤徹作曲・音楽監督による『ユーラシアンエコーズ第2章』に参加。元一（ピリ・打楽器）、姜垠一（ヘーグム）、許胤晶(アジェン・コムンゴ）、沢井一恵（17弦箏）、箏アンサンブル“螺鈿隊”（箏4重奏、市川慎、梶ヶ野亜生、小林真由子、山野安珠美）、姜泰煥（sax）、南貞鎬（dance）、Jean Sasportes（dance）等、日韓仏の演奏家・舞踏家と共に、韓国伝統音楽・日本伝統音楽・現代音楽の融合とも言える作品を演奏。

2014年1月：
- 齋藤（cb）、さとうじゅんこ（うた）、松本泰子（うた）、Ollivier　Manoury（bandoneon）、Jean Sasportes（dance）と共に、乾千恵のテキストと齋藤の音楽による『オペリータ“うたをさがして”ツアー』に参加。国内6都市で演奏。

2014年7月：
- Xavier Charles（cl）、Frédéric Blondy（pf）、Guylaine Cosseron（voice）と共演。即興演奏によるライヴを多数行う。

2014年10月：
- コントラバス奏者・Sebastian Gramss（ドイツ）の日本ツアー東京公演（於・東京ドイツ文化センター）に、齋藤徹、沢井一恵（箏）、久田舜一郎（小鼓・声）と共に出演。

2015年11月~2016年1月：
- 『うたをさがしてトリオ・ツアー』（w/齋藤、さとうじゅんこ）による国内8都市での演奏。

### 喜多直毅クアルテット
2011年より自身のメインプロジェクトとして喜多直毅クアルテットを開始（メンバー：banndoneon北村聡、piano三枝伸太郎、contrabass田辺和弘）。楽器編成は典型的なタンゴ四重奏ではあるが、喜多自身のオリジナルのみを演奏するグループとして即興演奏、フリージャズ、現代音楽、ノイズ等の要素をふんだんに取り入れた演奏を行い注目されている。一つのコンサートを60分の音楽劇とし、個々の楽曲の連なりによってストーリーを展開して行くスタイルを取る。2014年、ファースト・アルバム『Winter in a Vision〜幻の冬〜』をリリース。荒涼とした冬の情景を描いたその作品はその高い精神性によって大いに評価された。2017年、セカンド・アルバム『Winter in a Vision 2』のリリースと共に初の地方公演を行った。
［これまでの喜多直毅クアルテット公演］
2011年：
- 『新･東北音楽紀行』(4月23日＠公園通りクラシックス)
- 『Berlin, 1920-1930』＋ 即興演奏(9月2日＠公園通りクラシックス)

2013年：
- 『春の山のうしろから烟が出だした(尾崎放哉)』(4月16日＠公園通りクラシックス)
- 『悲愴　肺の中のシベリアを行く』(7月14日＠公園通りクラシックス)
- 『吹きすさぶ針』(12月28日＠公園通りクラシックス)

2014年：
- 『カイン』(3月22日＠公園通りクラシックス)
- 『蒼穹』(9月28日＠公園通りクラシックス)

2015年：
- 1stアルバム“幻の冬”リリース記念公演『Winter in a Vision』（1月29日＠東京オペラシティリサイタルホール）
- 『ゴッホ』（4月25日＠雑司ヶ谷エル・チョクロ)　
- 『月と星のシンフォニー』(2日連続公演　7月30日、31日＠公園通りクラシックス))
- 『峻嶺』(昼･夜公演  11月1日＠公園通りクラシックス)

2016年：
- 『挽歌』（3月31日＠ティアラこうとう小ホール）
- 『焦土』(2日連続公演　8月20日、21日＠公園通りクラシックス)
- 『無言歌』(12月20日＠ソノリウム）

2017年：
- 『喜多直毅クアルテットコンサート』（4月15日＠アスピアホール）
- 喜多直毅クアルテット西日本ツアー(奈良・尾道・広島公演：５月27日ー29日)
- 2ndアルバムリリース記念公演『Winter in a Vision2』(6月10日＠求道会館）
- 『無慚』(2日連続公演 10月21日、22日＠公園通りクラシックス )

2018年：
- 『呪詛』（3月11日＠中野テルプシコール）
- 『厳父』（2日連続公演　8月11日、12日＠公園通りクラシックス）
- 喜多直毅クアルテット福岡公演（10月22日＠：西南学院大学 西南コミュニティーセンター ホール）
- 『文豪』（2日連続公演　10月27日、28日＠公園通りクラシックス）

### 海外での活動
2011年には初の単独ヨーロッパツアーを行う。齋藤徹の紹介によって出会ったフランス人ピアニスト・Frédéric Blondy（pf）とパリのÉglise Saint-Merry（サンメリ教会）にて即興演奏の録音を行い、アルバム“spirals are dancing alone”として発表した。ヴッパタール（ドイツ）に於いてソロ演奏、ロンドンでは千野秀一（pf）、Roger Turner（dr）等と共演、ベルリンではTristan Honzinger (vc)と共演した。
2012年3月、ヴッパタールにて齋藤徹の作曲、Jean Laurent Sasportes振付による“Looking for Kenji”に出演。宮沢賢治の世界を描いたこの作品ではヴァイオリン演奏と岩手の方言による朗読を行う。
2016年10月〜11月、単独ヨーロッパツアー。イタリア・パレルモにてLelio Giannetto（cb）と即興演奏によるデュエットと独奏を行う。ベルリンではGerhard Uebele (Violin)、Ernesto Rodrigues (Viola) 、千野秀一（pf）、Tobias Delius（sax, cl）等と演奏。またデュッセルドルフにてダンス作品『Die Insel〜島〜』に出演。
その他にも、以下の演奏を行なっている。
2012年：
- International Computer Music Conference“Paradox for Violin Solo and Electronics Live”（作曲：蒲池愛）海外初演（スロベニア）
- 単独ヨーロッパツアー（ドイツ・ギリシャ）

2013年：
- International Computer Music Conference “Paradox for Violin Solo and Electronics Live”（作曲：蒲池愛）演奏（韓国）
- 単独ヨーロッパツアー：（ドイツ・フランス・イタリア）

2016年：
- Far East String Quartet in 2nd Bukchon Improvise Music Festival（韓国）
- 齋藤・喜多ヨーロッパツアー2016。ヴッパタールにて自閉症をテーマとしたダンス作品『私の城〜Mein Schloss〜』（振付：Jean Sasportes、音楽：齋藤徹）に参加。またデュッセルドルフにて同じくダンス公演『Tokyo Azamino』（振付：皆藤千香子）に出演。その他、ケルンとハノーファーでSebastian Gramss（cb）等と、スイス・ルツェルンにてUrs Leimgruber（sax）、Jacques Demierre（pf）と共演。バーゼル、バーデン、チューリッヒではChristoph Gallio（sax）と共演。ヴッパタール、ボーフム、ドルトムントで矢萩竜太郎（dance）と共演。

- 単独ヨーロッパツアー：（ドイツ・イタリア）

2017年：
- 齋藤・喜多ヨーロッパツアー2017。ヴッパタールにて『私の城〜Mein Schloss〜』（振付：Jean Sasportes、音楽：齋藤徹）再演に参加。ベルリンにてさがゆき（vo）、千野秀一（pf）、Tobias Delius（sax, cl）等と即興演奏の公演を行う。デュッセルドルフにて皆藤千香子の振付作品『"Gebrauchsanweisung zum Verschwinden" ―「私」が消える時』に参加。

2018年：
- 齋藤・喜多ヨーロッパツアー2018。ヴッパタールにて『私の城〜Mein Schloss〜』（振付：Jean Sasportes、音楽：齋藤徹）再々演に参加。デュッセルドルフにて皆藤千香子の振付作品『"WE NEED FICTION "』に参加。ヴッパタール、南ドイツ各地で齋藤徹（cb）Sebastian Gramss(cb) 、Halard Kimmig(vln)と共に即興演奏の公演を行う。

## 主な作品
喜多直毅+the Tangophobics（喜多直毅、阪田宏彰、竹内永和、飯田俊明、田中伸司）
- Tangophobia（2002年9月23日）
- Concert in Morioka

ソロアルバム
- HYPERTANGO（2002年11月30日 APX1001）
- HYPERTANGO II（2004年10月22日 APX1002）
- VIOHAZARD（2006年6月28日 APX1003）

おしゃれジプシィ（佐藤圭一、伊藤アツ志、守屋拓之、喜多直毅）
- TERRAPIN II（2004年9月5日 AVCD3002）
- Letters from the Road / TERRAPIN III（2005年5月15日 AJCD-31）

Nuufambaru（今井龍一、伊藤アツ志、石田秀幸、喜多直毅）
- Nafas（2005年）

Salle Gaveau（鬼怒無月、佐藤芳明、鳥越啓介、林正樹、喜多直毅）
- Alloy（2007年2月18日 MABO-023）
- Strange Device（2008年6月25日 MABO-025）
- La Cumparsita（2010年06月23日 INTD-1015）

喜多直毅+黒田京子
- 空に吸はれし心 a heart drawn up into the sky（2008年11月11日 APX1004）
- 愛の讃歌 Hymne à l'amour（2014年11月7日 ORTM-001）

緑化計画（翠川敬基、早川岳晴、石塚俊明、喜多直毅）
- bisque（2010年5月22日 SWN410）

齋藤徹 喜多直毅 佐藤芳明
- 浸水の森（2011年5月 TRV-008）

齋藤徹 喜多直毅 さとうじゅんこ
- むがさり唄（2011年 MML-001）
- うたをさがして live at Pole Pole za（2012年2月 TRV-010）

石割桜（吉田達也、ナスノミツル、村上巨樹、喜多直毅）
- 奥の細道（2011年10月26日 MGC-40）

HANA●TORI●KAZE（蜂谷真紀、田中信正、喜多直毅）
- たからもの（2012年1月13日 MHFC-3/4）

喜多直毅 Frédéric Blondy
- Spirals are dancing alone（2012年12月12日 APX1010）

齋藤徹 喜多直毅
- 明〜Mei〜（2014年8月 TRV-014）
- Six Trios Improvisations with Tetsu & Naoki　(2016年3月 TRV-018)

喜多直毅クアルテット（喜多直毅、北村　聡、三枝伸太郎、田辺和弘）
- WINTER IN A VISION（2014年10月22日 PMMG-100 / SONG X 023）
- WINTER IN A VISION 2（2017年5月31日 SONG X 049）

ウタウタ（松本泰子、喜多直毅、長谷川友二、和田　啓）
- ウタウタ１st（2016年8月 BRV-006）

喜多直毅　田中信正
- Contigo en La Distancia～遠く離れていても～（2017年6月21日 OTVA-0014）

## 主な参加作品
Akeboshi
- STONED TOWN（2002年8月8日）
- Faerie Punks（2004年3月10日）

渡邊奈央
- SACHI（2003年9月18日）

小松亮太
- タンゴローグ（2004年9月23日）
- バンドネオン・ダイアリー（2005年11月2日）
- ピアソラ・ベスト（2008年11月5日）

木村威夫
- OLD SALMON 海をみつめて 過ぎた時間（2006年7月19日）

noon
- Holy Wishes（2006年11月8日）

杉本彩
- Extasisアルゼンチンタンゴビューティー（2007年6月20日）

田中倫明
- ロマンチカ パブロエックス（2007年11月21日）

角松敏生
- Players Presents TOSHIKI KADOMATSU Ballad Collection（2007年12月12日）

大友良英
- NHKドラマスペシャル「白洲次郎」オリジナル・サウンドトラック（2009年5月20日）

常味裕司
- タリーク・道 2007年 NHKスペシャル 新シルクロード＜アラブ楽器編＞（2009年8月30日）

寺田町
- COYOTE（2011年2月）

蓮見昭夫
- Melange（2012年1月25日）

あがた森魚
- 『女と男のいる舗道』あがた森魚デビュー40周年記念コンサート（2013年7月31日）

金丸正城
- These Foolish Things - The Ballad Album（2013年11月13日）

Various Artists
- 地球の男にあきたところよ〜阿久悠 リスペクト・アルバム （2017年11月15日）

## 楽曲提供
- 上條恒彦「この空の下」（作詞作曲：喜多直毅）

### 喜多直毅クアルテットに関するこれまでのレビュー
- 『自我を持ち始めた日本タンゴ界のサウンド』文・近藤秀秋
- 『喜多直毅クアルテット2016『挽歌』〜沈黙と咆哮の音楽ドラマ』文・安藤誠
- 『このライブ／このコンサート2016 喜多直毅クアルテット 無言歌〜沈黙と咆哮の音楽ドラマ〜』文・伏谷佳代
- 『喜多直毅クアルテット 〜沈黙と咆哮の音楽ドラマ〜』文・齊藤聡
- 『このパフォーマンス2017（国内編） 喜多直毅クアルテット 「Winter in a Vision2」リリース記念コンサート』文・伏谷佳代
- 『喜多直毅クァルテット二日間連続公演2018『文豪』—沈黙と咆哮の音楽ドラマ—第二日』文・伏谷佳代

### 喜多直毅主催公演に関するこれまでのレビュー
- 『Off/String(喜多直毅/セバスチャン・グラムス/ハラルド・キミッヒ)＋黒田京子/久田舜一郎/松本泰子』 文・伏谷佳代